# Pingdu
Pingdu (chiń. 平度; pinyin Píngdù) – miasto na prawach powiatu w chińskiej prowincji Szantung. Część miasta na prawach prefektury Qingdao. Zamieszkane przez 1 321 975 osób (2000). Zajmuje powierzchnię 3166 km², co czyni z niego największym powiatem w całej prowincji Szantung.
Pingdu jest centrum wydobycia i przetwórstwa grafitu. Przemysł ten ma bardzo negatywny wpływ na środowisko, ze względu na m.in. zanieczyszczenie powietrza i wód oraz niszczenie upraw. W 2013 roku zdecydowano nawet o zatrzymaniu wydobycia w kopalni w mieście.